# Skrentbreen
De Skrentbreen is een gletsjer op het eiland Edgeøya, dat deel uitmaakt van de Noorse eilandengroep Spitsbergen.
De naam van de gletsjer komt van afgrond + gletsjer in het Noors.

## Geografie
De gletsjer ligt ten noordoosten van het meest zuidwestelijke puntje van het eiland op een schiereiland. Skrentbreen is noordwest-zuidoost georiënteerd en heeft een lengte van ongeveer drie kilometer. Hij komt vanaf de Kvalpyntfonna en mondt via een gletsjerrivier in het zuidoosten uit in het fjord Tjuvfjorden.
Op ongeveer vijf kilometer naar het oosten ligt de gletsjer Kuhrbreen.